# Pimelodella taenioptera
Pimelodella taenioptera es una especie de pez de la familia Heptapteridae en el orden de los Siluriformes.

## Hábitat
Es un pez de agua dulce.

## Distribución geográfica
Se encuentran en América: río Paraguay en Brasil.